# Leucania foranea
Leucania foranea là một loài bướm đêm trong họ Noctuidae.